# Скрынников, Руслан Григорьевич
Русла́н Григо́рьевич Скры́нников (8 января 1931, Кутаиси — 16 июня 2009, Санкт-Петербург) — советский и российский историк, специалист в области истории России XVI—XVII веков. Доктор исторических наук (1967), профессор Санкт-Петербургского государственного университета, заслуженный деятель науки РФ (1997).

## Биография
Родился в Кутаиси в семье служащих. Его отец, Григорий Иванович Скрынников (1901—1946), инженер, работал тогда на Рионской ГЭС. Мать, Серафима Александровна (1900—1967), была учительницей химии. В детстве мечтал стать физиком, но судьба привела его на исторический факультет. В 1948 году поступил в ЛГУ, где специализировался на средневековой истории. Научным руководителем Скрынникова на факультете был Б. А. Романов, который и пробудил у молодого исследователя интерес к эпохе Ивана IV и опричнины.
В 1953 году Скрынников поступил в аспирантуру ЛГПИ им. А. И. Герцена, делал доклады и писал научные статьи по истории XV—XVI веков. Через три года защитил кандидатскую диссертацию «Экономическое развитие новгородского поместья в конце XV—XVI веках». В 1960 году стал преподавателем на историческом факультете ЛГПИ. Преподавание Скрынников совмещал с научной деятельностью, посвятив шесть лет сбору материалов к новой монографии. В 1966 году вышло в печать его исследование «Начало опричнины», а в 1967 году он защитил докторскую диссертацию «Опричнина Ивана Грозного» (официальные оппоненты В. В. Мавродин, А. Л. Шапиро, С. О. Шмидт). В 1969 году увидела свет монография «Опричный террор».
В работах этого периода учёный полностью пересмотрел концепцию политического развития России в XVI веке и доказал, что опричнина никогда не была цельной политикой с едиными принципами. Согласно Скрынникову, на первом этапе опричнина обрушила удар на княжескую знать, но эту направленность она сохраняла на протяжении всего лишь года. В 1567—1572 годах Грозный подверг террору новгородское дворянство, верхи приказной бюрократии, горожан, то есть слои, составлявшие опору монархии. В этот период террор, по словам Скрынникова, являлся политической бессмыслицей.
В 1973 году профессор Скрынников был приглашён на исторический факультет ЛГУ. В течение почти двух десятков лет Скрынников всесторонне исследовал эпоху Ивана Грозного: внешняя и социальная политика, экономика, освоение Сибири. Изыскания учёного нашли отражение в новых монографиях: «Царство террора» (1992) и вышедшие подряд «Трагедия Новгорода» (1994), «Крушение царства» (1995) и «Великий государь Иоанн Васильевич Грозный» (тт. 1—2, 1997).
Интерес к опричнине породил у исследователя и интерес к эпохе Смуты. По данному вопросу Скрынников также написал несколько исследований, среди которых наиболее известным стало «Царь Борис и Дмитрий Самозванец» (1997). Разносторонние интересы Скрынникова подчёркивают его значимая монография «Дуэль Пушкина» (1999) и учебник «История Российская IX—XVII вв.» (1997). Всего перу Скрынникова принадлежат более 50 монографий и книг, свыше сотни статей по русской истории в ведущих научных, общественно-политических и литературных журналах, многие из которых были переведены в США (4 монографии), Польше (2 монографии), Германии, Венгрии, Италии, Японии и Китае. Наиболее важные результаты научных исследований были изложены Скрынниковым в докладах на мировых конгрессах в Харрогейте (Англия) в 1990 году, в Варшаве в 1995 году, на международных конференциях и семинарах в Сорбонне, в университетах Венеции, Токио, Будапешта, Кракова, университетах Санкт-Петербурга, Москвы, Новосибирска, Ростова-на-Дону, Великого Новгорода, Гамбурга, Мюнхена, Гейдельберга, Киля, Мюнстера, Гессена и др. Одной из последних монографий учёного стала изданная в 2006 году книга «Иван III».
Скрынников выступал в различных странах в качестве почётного приглашённого профессора: в 1988 году он был гостем Британской академии, затем выступал с лекциями и научными докладами в Оксфорде, Кембридже, Лондоне, Бирмингеме, Абердине. Признанием научных и общественных заслуг Руслана Григорьевича явилось присвоение ему почётного звания «Заслуженный деятель науки Российской Федерации» в 1997 году.
На протяжении всей жизни верным помощником и другом учёного была его жена, историк Лидия Николаевна Семёнова (1937—1993). Она выступала первым читателем, рецензентом и критиком работ Руслана Григорьевича. У Скрынникова есть сын, Николай (род. 1968), доктор физико-математических наук, специалист по ядерной физике, а также дочь Лидия (род. 1971), биолог.
Похоронен на Серафимовском кладбище Санкт-Петербурга.

## Основные работы
Книги
- Скрынников Р. Г. Начало опричнины. — Л.: Издательство ЛГУ, 1966. — 418 с. — (Уч. зап. ЛГПУ им. А. И. Герцена, 294).
  - Скрынников Р. Г. Начало опричнины. — 2-е изд. — М.: Родина, 2022. — 432 с. — (Русская история). — 300 экз. — ISBN 978-5-00180-396-6.
- Скрынников Р. Г. Опричный террор. — Л.: Издательство ЛГУ, 1969. — 342 с.
- Скрынников Р. Г. Переписка Грозного и Курбского. Парадоксы Эдварда Кинана / Отв. Д. С. Лихачёв. — Л.: Наука, Ленингр. отд-ние, 1973. — 136 с.
- Скрынников Р. Г. Россия после опричнины. — Л.: Издательство ЛГУ, 1975. — 222 с.
- Скрынников Р. Г. Иван Грозный / Отв. ред. А. М. Сахаров. — М.: Наука, 1975. — 248 с. — (История нашей Родины). — 150 000 экз.
  - Скрынников Р. Г. Иван Грозный. — 2-е изд. — М.: Наука, 1980. — 248 с. — (История нашей Родины). — 75 000 экз.
- Скрынников Р. Г. Борис Годунов. — М.: Наука, 1978. — 192, [8] с. — (Страницы истории нашей Родины).
  - Скрынников Р. Г. Борис Годунов. — 2-е изд. — М.: Наука, 1979. — 192, [8] с. — (Страницы истории нашей Родины).
  - Skrynnikov, Ruslan G. Boris Godunov / transl. H. F. Graham. — Academic International Press, 1982. — 177 с. — (The Russian series; vol. 35). — ISBN 0-87569-046-7.
- Скрынников Р. Г. Минин и Пожарский. — М.: Молодая гвардия, 1981. — 352 с. — (ЖЗЛ). — 100 000 экз.
  - Скрынников Р. Г. Минин и Пожарский. — 2-е изд., испр. — М.: Молодая гвардия, 2007. — 368 с. — (ЖЗЛ). — 5000 экз. — ISBN 978-5-235-03010-7.
  - Скрынников Р. Г. Минин и Пожарский. — 3-е изд. — М.: Молодая гвардия, 2011. — 330 с. — (ЖЗЛ). — 5000 экз. — ISBN 978-5-235-03485-3.
- Скрынников Р. Г. Россия накануне «Смутного времени». — М.: Мысль, 1981. — 206 с. — 50 000 экз.
  - Скрынников Р. Г. Россия накануне «Смутного времени». — 2-е изд. — М.: Мысль, 1985. — 206 с. — 50 000 экз.
- Скрынников Р. Г. Сибирская экспедиция Ермака. — Новосибирск: Наука, Сибир. отд-ние, 1982. — 320 с.
  - Скрынников Р. Г. Сибирская экспедиция Ермака / Отв. ред. Р. С. Васильевский; АН СССР, Сибир. отд-ние, Ин-т истории, филологии и философии. — Изд. 2-е, испр. и доп. — Новосибирск: Наука, Сибир. отд-ние, 1986. — 320 с.
- Скрынников Р. Г. Социально-политическая борьба в Русском государстве в начале XVII века. — Л.: Издательство ЛГУ, 1985. — 328 с. — 44 761 экз.
- Скрынников Р. Г. На страже московских рубежей. — М.: Московский рабочий, 1986. — 336 с. — 100 000 экз.
- Скрынников Р. Г. Россия в начале XVII в. «Смута». — М.: Мысль, 1988. — 283, [1] с. — 120 000 экз. — ISBN 5-244-00068-3.
- Скрынников Р. Г. Смута в России в начале XVII в. Иван Болотников / Отв. ред. А. Г. Маньков. — Л.: Наука, Ленингр. отд-ние, 1988. — 256 с. — (Страницы истории нашей Родины). — 50 000 экз. — ISBN 5-02-027218-3.
- Скрынников Р. Г. Самозванцы в России в начале XVII в. Григорий Отрепьев / Отв. ред. А. П. Деревянко. — Новосибирск: Наука, Сибир. отд-ние, 1990. — 224 с. — (Страницы истории нашей Родины). — 165 000 экз.
  - Скрынников Р. Г. Самозванцы в России в начале XVII в. Григорий Отрепьев / Отв. ред. А. П. Деревянко. — 2-е изд. — Новосибирск: Наука, Сибир. отд-ние, 1990. — 240 с. — (Страницы истории нашей Родины). — 300 000 экз. — ISBN 5-02-029629-5.
- Скрынников Р. Г. Святители и власти. — Л.: Лениздат, 1990. — 352 с. — 300 000 экз. — ISBN 5-289-00565-X. (обл.)
- Скрынников Р. Г. Государство и церковь на Руси XIV—XVI вв.: Подвижники русской церкви. — Новосибирск: Наука, Сибир. отд-ние, 1991. — 398 с. — 40 000 экз. — ISBN 5-02-029759-3.
- Скрынников Р. Г. Царство террора. — СПб.: Наука, С.-Петербургское отд-ние, 1992. — 576 с. — 12 000 экз. — ISBN 5-02-027341-4.
- Скрынников Р. Г. Ермак. — М.: Просвещение, 1992. — 160 с. — 150 000 экз. — ISBN 5-09-003828-7.
- Скрынников Р. Г. Трагедия Новгорода. — М.: Изд-во им. Сабашниковых, 1994. — 188 с. — ISBN 5-8242-0033-5.
- Скрынников Р. Г. Третий Рим. — СПб.: Дмитрий Буланин, 1994. — 192 с. — (Studiorum Slavicorum Monumenta, 2). — 10 000 экз. — ISBN 5-86007-011-X.
- Скрынников Р. Г. Крушение царства. — М.: Армада, 1995. — 493 с. — (Смутное время). — ISBN 5-7632-0066-7.
- Скрынников Р. Г. Великий государь Иоанн Васильевич Грозный: в 2 т. — Смоленск: Русич, 1996. — Т. 1. — 438 с. — (Тирания). — ISBN 5-88590-528-2.
- Скрынников Р. Г. Великий государь Иоанн Васильевич Грозный: в 2 тт.. — Смоленск: Русич, 1996. — Т. 2. — 427 с. — (Тирания). — ISBN 5-88590-529-0.
- Скрынников Р. Г. История Российская IX—XVII вв. — М.: Весь Мир, 1997. — 496 с. — (STUDIO ET LECTIO). — ISBN 5-7777-009-8 (ошибоч.).
- Скрынников Р. Г. Царь Борис и Дмитрий Самозванец. — Смоленск: Русич, 1997. — 622 с. — (Тирания). — ISBN 5-88590-553-3.
- Скрынников Р. Г. Дуэль Пушкина. — СПб.: Блиц, 1999. — 368 с. — ISBN 5-86789-109-7.
  - Скрынников Р. Г. Дуэль Пушкина. — 2-е изд. — СПб.: Блиц, 1999. — 495 с. — ISBN 5-86789-044-9.
- Скрынников Р. Г. Русь, IX—XVII века. — СПб.: Питер, 1999. — 341 с. — ISBN 5-314-00116-0.
- Скрынников Р. Г. Крест и корона: Церковь и государство на Руси IX–XVII вв. — СПб.: Искусство-СПБ, 2000. — 463 с. — ISBN 5-210-01534-3.
- Скрынников Р. Г. Василий Шуйский. — М.: ООО «АСТ», 2002. — 394 с. — ISBN 5-17-014024-X.
- Скрынников Р. Г. Три Лжедмитрия. — М.: ООО «АСТ», 2003. — 476 с. — (Историческая библиотека). — ISBN 5-17-015689-8.
  - Скрынников Р. Г. Три Лжедмитрия. Самозванцы на царском троне. — 2-е изд. — М.: Родина, 2021. — 432 с. — (Русская история). — 300 экз. — ISBN 978-5-00180-181-8.
- Скрынников Р. Г. Иван III. — М.: ООО «АСТ»; Транзиткнига, 2006. — 285, [3] с. — (Историческая библиотека). — 5000 экз. — ISBN 5-17-033263-7, ISBN 5-9713-2144-7, ISBN 5-9587-3862-4.
- Скрынников Р. Г. Русская история IX—XVII веков. — СПб.: Издательство СПбГУ, 2006. — 582 с. — ISBN 5-288-04011-7.
- Скрынников Р. Г. Иван Грозный. — 4-е изд. — М.: ООО «АСТ»; ОГИЗ; Хранитель, 2008. — 480 с. — 5000 экз. — ISBN 978-5-17-044235-5. — ISBN 978-5-9713-6361-3. — ISBN 978-5-9762-3495-6.
- Скрынников Р. Г. Ермак. — М.: Молодая гвардия, 2008. — 256 с. — (ЖЗЛ). — 5000 экз. — ISBN 978-5-235-03095-4.

Статьи
- Скрынников Р. Г. Подложна ли переписка Грозного и Курбского? // Вопросы истории. — 1973. — № 6. — С. 53—69.
- Скрынников Р. Г. Политическая борьба в начале правления Бориса Годунова // История СССР. — 1975. — № 2. — С. 48—68.
- Скрынников Р. Г. Земский собор 1598 года и избрание Бориса Годунова на трон // История СССР. — 1977. — № 3. — С. 141—157.
- Скрынников Р. Г. Ранние сибирские летописи // История СССР. — 1979. — № 4. — С. 82—99.
- Скрынников Р. Г. Сибирская экспедиция Ермака // Вопросы истории. — 1980. — № 3. — С. 38—54.
- Скрынников Р. Г. Учреждение патриаршества в России // Вопросы научного атеизма. Вып. 25. Атеизм, религия, церковь в истории СССР / Акад. обществ. наук ЦК КПСС. Ин-т научного атеизма. — М.: Мысль, 1980. — С. 80—98. — 341 с. — 20 000 экз.
- Скрынников Р. Г. Народные выступления в 1602—1603 гг. // История СССР. — 1984. — № 2. — С. 57—70.
- Скрынников Р. Г. Спорные проблемы восстания Болотникова // История СССР. — 1989. — № 5. — С. 92—110.
- Скрынников Р. Г. Войны Древней Руси // Вопросы истории. — 1995. — № 11‒12. — С. 24—38.
- Скрынников Р. Г. Древняя Русь. Летописные мифы и действительность // Вопросы истории. — 1997. — № 8. — С. 3—14.